# Sigoyer (Altos Alpes)
 Sigoyer  es una comuna y población de Francia, en la región de Provenza-Alpes-Costa Azul, departamento de Altos Alpes, en el distrito de Gap y cantón de Tallard.
Está integrada en la Communauté de communes de Tallard-Barcillonnette.

## Demografía
| 304 | 304 | 245 | 306 | 418 | 583 |
| Para los censos de 1962 a 1999 la población legal corresponde a la población sin duplicidades (Fuente: INSEE [Consultar]) |     |     |     |     |     |